# Psyra rufolinearia
Psyra rufolinearia är en fjärilsart som beskrevs av John Henry Leech 1897. Psyra rufolinearia ingår i släktet Psyra och familjen mätare. Inga underarter finns listade.